# 東海大学先進生命科学研究所
東海大学先進生命科学研究所（とうかいだいがくせんしんせいめいかがくけんきゅうじょ）は、東海大学の附置研究所の一つで、2002年（平成14年）3月に設立。

## 概要
生命科学・工学に関する研究活動を学部・学科横断的に集約し、真にQOLの向上に貢献できる高次元かつ高質の研究を行い、その結果を社会に広く発信して行くために設立された。人類のQOL向上に繋がる具体的な成果を実現するために、国内外の大学、研究機関そして企業と積極的かつ広範な共同研究を行う一方、研究成果の実現と問題の発掘を目指して、社会と密に接点を持った研究活動も展開していくことを目標にしている。

## 沿革
- 2002年3月
  - 未来科学技術共同研究センターに糖鎖工学研究施設を開設。[2]
- 2008年4月
  - 組織改編により東海大学糖鎖科学研究所を設立。[2]
- 2016年
  - 先進生命科学研究所を開設。

## 組織
- 医薬総合研究部門
- 高機能食品研究部門
- 香粧品研究部門
- 糖鎖科学研究部門

## 所在地
- 神奈川県平塚市北金目4-1-1